# Hidesaburo Hanafusa
Hidesaburo Hanafusa (花房 秀三郎, 1 de desembre de 1929 - 15 de març de 2009) va ser un viròleg japonès. Va compartir el premi Albert Lasker de 1982 per a la investigació mèdica bàsica amb Harold E. Varmus i J. Michael Bishop en demostrar com els virus tumorals d'ARN causen càncer i dilucidar el seu paper a l'hora de combinar, rescatar i mantenir oncogens en el genoma viral.

## Biografia
Hidesaburo Hanafusa va néixer l'1 de desembre de 1929 a la prefectura de Hyogo. Es va doctorar en Bioquímica el 1960 a la Universitat d'Osaka, on també va conèixer la seva futura esposa, Teruko. Després de la seva investigació a la Universitat de Califòrnia, Berkeley i a França, va ser nomenat professor d'oncologia molecular a la Universitat Rockefeller el 1973, i va tornar al Japó el 1998, convertint-se en director de l'Institut de Biociència d'Osaka. Va ser soci estranger de l'Acadèmia Nacional de Ciències dels EUA i membre de l'Acadèmia del Japó.
Va morir el 15 de març de 2009 de càncer de fetge, a l'edat de 79 anys.

## Premis
- 1982: Premi Albert Lasker d'Investigació Mèdica Bàsica[2]
- 1983: Premi Asahi[2]
- 1986: G.H. Premi Clowes Memorial, Associació Americana per a la Investigació del Càncer[2]
- 1993: Premi Alfred P. Sloan, Jr.[2]
- 1995: Ordre de la Cultura[2]
- 2000: Doctorat en Ciències, honoris causa, Universitat Rockefeller[2]